# Syllepte venezuelensis
Syllepte venezuelensis là một loài bướm đêm trong họ Crambidae.